# Doride (Asia Minore)
La Doride (greco: ἡ Δωρίς) era una piccola regione dell'antica Asia Minore abitata dai Dori; il territorio si trova adesso nell'attuale Turchia. 

## Storia
Plinio (v. 28) dice, Caria mediae Doridi circumfunditur ad mare utroque latere ambiens, vale a dire "la Doride (facendola iniziare a Cnido) è circondata dalla Caria da tutti i lati, eccetto lungo la linea costiera. Nella baia di Doride egli colloca Leucopoli, Amassito, ecc. Un tentativo è stato fatto tra gli studiosi per accertare quale delle due baie Plinio chiamasse Doridis Sinus, essendo la più probabile il Ceramicus Sinus. Questa Doride di Plinio è la regione occupata dai Dori, che Tucidide (ii. 9) indica per mezzo non del nome della regione, ma del popolo: i Dori, confinanti con i Cari. Tolomeo (v. 2) fa della Doride una divisione della sua Asia, collocandovi Alicarnasso, Ceramo, e Cnido. Il termine Doride, applicato a una parte dell'Asia, non appare in altri scrittori.

## Fonti
- Dizionario geografico greco-romano